# Фриззелл, Джон
Джон Фриззелл (англ. John Frizzell; род. 1966) — американский композитор кино и телевидения. Ещё мальчиком, Фриззелл пел сопрано в Хоре Национального Собора, Парижской Оперной компании, Метрополитенской Оперной компании. Однако, у него наступило половое созревание, его голос изменился. Он продолжил обучение музыки в Университете Южной Калифорнии и Манхэттенской музыкальной школе, но он больше начал фокусироваться на джаз-гитаре, чем на голосе. После окончания колледжа, Фриззелл работал с Майклом Мэйнери, известным продюсером, и он начал помогать ему во многих фильмах и записях.
Карьера Фриззелла отличалась и он работал со многими композиторами, режиссёрами и продюсерами, как Рюити Сакамото, Джеймс Ньютон Ховард, Жан-Пьер Жёне, Джоэл Сильвер, Рэнди Эдельман и Марк Риделл. Однако в наибольшей степени он известен работой с Майком Джаджем. Он был композитором фильмов Джаджа, таких как «Бивис и Баттхед уделывают Америку» и «Офисное пространство», также как и для его сериала «Царь горы». Он написал музыку к фильмам «Я всё ещё знаю, что вы сделали прошлым летом», «Чужой: Воскрешение», «Пик Данте», «Тринадцать привидений», «Корабль-призрак», «Боги и генералы», «Остаться в живых» и «Жатва». Совсем недавно он написал музыку к телевизионному драматическому триллеру «Последователи».

## Саундтреки

### 1996
- Пустое зеркало / The Empty Mirror
- Бивис и Баттхед уделывают Америку / Beavis and Butt-head Do America

### 1997
- Пик Данте / Dante’s Peak
- Чужой: Воскрешение / Alien: Resurrection

### 1998
- Я всё ещё знаю, что вы сделали прошлым летом / I Still Know What You Did Last Summer
- Мафия! / Jane Austen’s Mafia!

### 1999
- Офисное пространство / Office Space
- Убить миссис Тингл / Teaching Mrs. Tingle

### 2001
- Джози и кошечки / Josie and the Pussycats
- Тринадцать привидений / Thirteen Ghosts
- Джеймс Дин / James Dean

### 2002
- Корабль-призрак / Ghost Ship

### 2003
- Боги и генералы / Gods and Generals
- От колыбели до могилы / Cradle 2 the Grave

### 2006
- Остаться в живых / Stay Alive
- Тёмный лес / The Woods

### 2007
- Первобытное зло / Primeval
- Жатва / The Reaping

### 2008
- 100 футов / 100 Feet

### 2009
- Легион / Legion
- Белая мгла / Whiteout

### 2010
- Убежище / Shelter

### 2011
- Соседка по комнате / The Roommate

### 2013
- Техасская резня бензопилой 3D / Texas Chainsaw 3D

### 2014
- Лофт / The Loft